# Lucas Nogueira (basket-ball)
Lucas Nogueira, né le 26 juillet 1992 à São Gonçalo (Rio de Janeiro) au Brésil, est un joueur brésilien de basket-ball. Il évolue au poste de pivot.

## Carrière junior
Lucas Nogueira commence par s'essayer au football. Mais il va finalement s'orienter vers le basket à l'âge de 13 ans dans son pays natal. À l'âge de 15 ans, il déménage en Espagne pour devenir professionnel. Entre 2009 et 2011, il évolue pour l'équipe junior de l'Estudiantes Madrid.
Il passe professionnel en 2011.

## Carrière professionnelle
Lors de la saison 2011-2012, il est prêté au club du CB Las Rozas mais il revient dans son club formateur dès janvier 2012.
Lucas Nogueira est drafté en 2013 en 16e position par les Celtics de Boston. Mais il est envoyé le soir même chez les Mavericks de Dallas en échange de Kelly Olynyk, qui dans la foulée l'envoie chez les Hawks d'Atlanta en compagnie de Jared Cunningham. Mais le jeune brésilien décide de rester encore dans son club en Europe.
En juin 2014, les Hawks échangent les droits de Nogueira et ceux Lou Williams avec les Raptors de Toronto  contre John Salmons. Il participe à la NBA Summer League 2014 avec la franchise canadienne. En août 2014, il quitte le club madrilène pour rejoindre la NBA. Le 4 août 2014, il signe avec les Raptors. Il est assigné au Mad Ants de Fort Wayne le 12 mars 2015. Le 26 mars, il est rappelé par les Raptors.
Durant la saison 2015-2016, il fait des aller-retour en D-League chez les Raptors 905. Il fait d'ailleurs un retour en NBA le 4 décembre 2015 pour compenser la blessure de Jonas Valanciunas.
Durant les saisons 2016-2017 et 2017-2018, il reste l'intégralité des deux saisons avec les Raptors sans jamais réellement s'imposer. Il est coupé par les Raptors au début de l'été 2018.
Le 18 septembre 2018, il revient en Espagne en s'engageant avec le club de Fuenlabrada pour la saison 2018-2019.
En février 2020, il rejoint le Bahreïn et le club d'Al-Muharraq,.
En octobre 2020, il retourne au Brésil et s'engage avec l'équipe de Basquete Cearense.
En février 2021, il annonce la fin de sa carrière professionnelle en raison d'une nouvelle blessure.

## Clubs successifs
2011-2012 :  CB Las Rozas
2011-2014 :  Estudiantes Madrid
2014-2018 :  Raptors de Toronto
2014-2015 :  Mad Ants de Fort Wayne
2015-2016 :  Raptors 905
2018-2019 :  Baloncesto Fuenlabrada
2020 :  Al-Muharraq
2020-2021 :  Basquete Cearense